# Antonio Cerrotti
Antonio Cerrotti (ur. 14 lipca 1901, zm. 27 lipca 1979) – argentyński piłkarz, napastnik.
Jako gracz klubu Boca Juniors wziął udział w turnieju Copa América 1925, gdzie Argentyna zdobyła mistrzostwo Ameryki Południowej. Cerrotti zagrał w ostatnim meczu z Brazylią, zdobywając dla Argentyny pierwszą bramkę.
Razem z klubem Boca Juniors odniósł liczne sukcesy na arenie krajowej. Trzykrotnie zdobył mistrzostwo Argentyny (w 1923, 1924 i 1926) oraz zwyciężył w 1920 w turnieju Copa de Honor Cusenier, dwukrotnie - w 1923 i 1924 - wygrał turniej Copa Ibarguren, a także w 1926 zwyciężył w turnieju Copa Estímulo.
Na koniec kariery grał w klubach Club El Porvenir i Barracas Juniors Buenos Aires.
W latach 1923–1925 Cerrotti rozegrał w reprezentacji Argentyny 3 mecze i zdobył 1 bramkę.